# Тальянов, Виктор Иванович
Виктор Иванович Тальянов (19 октября 1934, Ленинград — 2 января 2014) — советский горнолыжник, советский и российский тренер и спортивный деятель в горнолыжном спорте. Тренер женских сборных СССР и России по горнолыжному спорту (1970—2000 гг.), старший тренер сборной команды Вооруженных Сил СССР (1967 по 1987 г.г.). 21-кратный чемпион СССР в различных горнолыжных дисциплинах (1956-67-х гг.). Входил в состав сборной СССР.
Мастер спорта СССР (1954).

## Биография
Участник Олимпийских игр 1956 и 1964 годов, чемпионата мира в Бад-Гаштайне. Первый из советских мужчин-горнолыжников вошел в мировую элиту.
После завершения спортивной карьеры, получив высшее спортивное образование по специальности тренер-преподаватель, в 1967 году стал тренером. Среди его воспитанников: многократный победитель и призёр этапов Кубка мира Александр Жиров, вице-чемпионка Олимпиады-1994 в Лиллехаммере и призёр чемпионата мира-1991 Светлана Гладышева, многократный победитель и призёр этапов Кубка мира Варвара Зеленская, а также — Светлана Новикова, Татьяна Лебедева, Анна Ларионова.
Горнолыжным спортом начал заниматься с 10 лет в 1944 г. в горнолыжной секции Центрального Дома Красной Армии (ЦДКА) на Воробьёвых горах в Москве.
В последние годы тренировал горнолыжную команду «Металлург» в Абзаково.
Похоронен на Хованском кладбище Москвы.

## Память
Имя Тальянова носит Спортивная школа по зимним видам спорта ЦСКА.

## Результаты
Чемпион СССР:
— 1956 г. — слалом;
— 1959 г. — слалом-гигант, слалом;
— 1960 г. — слалом-гигант, слалом, троеборье;
— 1961 г. — слалом-гигант, слалом, троеборье;
— 1962 г. — скоростной спуск, троеборье;
— 1963 г. — слалом-гигант, слалом, троеборье;
— 1964 г. — скоростной спуск;
— 1965 г. — скоростной спуск, слалом-гигант;
— 1966 г. — слалом, троеборье;
— 1967 г. — слалом-гигант, троеборье.
Участник зимних Олимпийских Игр 1956 года (Кортина-д’Ампеццо).
Участник чемпионата мира 1958 года (Бадгаштайн).
Участник Холменколльских игр 1955 г. (3-й в слаломе-гиганте, 4-й в скоростном спуске).
С 1956 по 1962 г.г. — участник соревнований FIS-A, лучший результат — 3-й в скоростном спуске, 3-й в слаломе в 1960 г. (Сан-Мориц).
С 1956 по 1958-й г.г. в соревнованиях FIS-A стартовал в I группе.
Первый среди мужчин советский горнолыжник, вошедший в десятку лучших спортсменов мира: в 1956 г (Кицбюэль, скоростной спуск), в 1958 г. (Шамони, слалом).